# کوه کتیل
کوه کتیل (به لاتین: Ketil) یک کوه در گرینلند است که در Kujalleq, Greenland واقع شده‌است. کوه کتیل ۲٬۰۱۰ متر بالاتر از سطح دریا واقع شده‌است.